# Katholieke Kerk in Swaziland

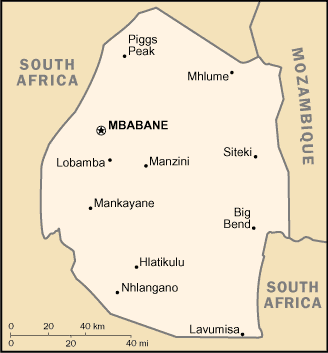
Kaart van Swaziland

De Katholieke Kerk in Swaziland is een onderdeel van de wereldwijde Rooms-Katholieke Kerk, onder het geestelijk leiderschap van de paus en de curie in Rome.
In 2005 waren ongeveer 55.000 (5,1%) inwoners van Swaziland lid van de Katholieke Kerk. Het land bestaat uit een enkel bisdom, Manzini, dat deel uitmaakt van de kerkprovincie Johannesburg (Zuid-Afrika).
Bisschop van Manzini is José Luís Gerardo Ponce de León I.M.C.. De bisschop is lid van de bisschoppenconferentie van Zuidelijk Afrika. Verder is men lid van de Inter-Regional Meeting of Bishops of Southern Africa en de Symposium des Conférences Episcoaples d’Afrique et de Madagascar.
Apostolisch nuntius voor Swaziland is aartsbisschop Henryk Mieczysław Jagodziński, die tevens nuntius is voor Botswana, Lesotho, Namibië en Zuid-Afrika.

## Indeling
- Bisdom Manzini

## Nuntius
- Apostolisch nuntius
  - Aartsbisschop Ambrose Battista De Paoli (17 april 1993 – 11 november 1997)
  - Aartsbisschop Manuel Monteiro de Castro (2 februari 1998 – 1 maart 2000)
  - Aartsbisschop Blasco Francisco Collaço (24 juni 2000 – 17 augustus 2006)
  - Aartsbisschop James Patrick Green (23 september 2006 – 10 maart 2012)
  - Aartsbisschop Mario Roberto Cassari (10 maart 2012 – 22 mei 2015)
  - Aartsbisschop Peter Bryan Wells (13 juni 2016 – 8 februari 2023)
  - Aartsbisschop Henryk Mieczysław Jagodziński (19 juli 2024 – heden)